# 浦川和三郎
浦川 和三郎（うらかわ わさぶろう、1876年4月6日 - 1955年11月24日）は、カトリック教会の司教である。洗礼名は「ミカエル」。1942年にカトリック仙台司教区初の邦人司教となった。また、キリシタン史研究家でもあり、多くの著作・訳書を手掛けた。

## 生涯
1876年（明治9年）4月6日に長崎県長崎市坂本町で生まれた。母の浦川モリは、浦上四番崩れによる明治政府のキリシタン弾圧により、鹿児島へ流刑された経験があった。
1906年（明治39年）7月1日に長崎で司祭に叙階された。長崎の大浦天主堂主任司祭を経て 1918年（大正7年）に長崎公教神学校教授専任となり、1928年（昭和3年）には校長に任ぜられた。 
1920年代に長崎司教区が邦人聖職者に委ねられる際に、パリ外国宣教会は彼と守山神父を推薦したが、このときは布教聖省に却下されている。 
1941年（昭和16年）1月に仙台教区長となり、同年11月20日に司教に指名され、翌年の1942年（昭和17年）に教皇大使パオロ・マレラ大司教、および東京教区土井辰雄大司教とイエズス会のジョン・ロス司教の共同司式により、仙台教区の司教に叙階された。
1953年（昭和28年）11月26日に仙台教区司教を引退し、同日にパンフィリアのアッタレアでの名義司教となる。
1955年（昭和30年）11月24日に79歳で亡くなった。

## 著作
- 基督信者の要務 / 天主堂、1911年(公教家庭叢書 ; 第2編)
- 基督信者宝鑑 / 天主堂、1919年
- 日本に於ける公教会の復活 1915年
- 聖マリアの連祷. 1 / 天主堂、1920年
- 通俗耶蘇基督伝. 上 / 天主堂、1920年
- 通俗耶蘇基督伝. 下 / 天主堂、1923年
- 旧約のはなし / 天主堂、1927年 児童書デジタル・ライブラリー（タイトル等で検索）
- 切支丹の復活 日本カトリック刊行会 1928年
- 一六一九年度の日本管区年報 長崎公神学校 1938年
- 旅の話 長崎公教神学校 1938年
- 浦上切支丹史 全国書房、1943年
- 元和五・六年度の耶蘇会年報 東洋堂、1944年
- 朝鮮殉教史 全国書房、1944年
- 聖イグナチオの眞意を汲める心靈修行 中央出版社、1948年
- 提要カトリック敎会史 中央出版社、1949年
- 聖会史のはなし / 中央出版社、1949年 児童書デジタル・ライブラリー
- 新約のはなし / 中央出版社、1949年 児童書デジタル・ライブラリー
- 東北キリシタン史 日本学術振興会、1957年
- 五島キリシタン史 五島キリシタン史 図書刊行会、1973年

### 訳書
- 聖母マリアの七の悲傷 / 聖アルホンソ著他、天主堂、1910年(家庭叢書 ; 第1編)
- 聖体訪問 / アルホンソ著他、天主堂、1912年(公教家庭叢書 ; 第3編)
- かなしみの御母 / 増補3版、天主堂、1914年(公教家庭叢書 ; 第1編)
- 修道者の心得 / 2版、天主堂、1915年
- 自ら省みて. 上巻 / 天主堂、1925年